# Sterdyń
Sterdyń (do 2006 Sterdyń-Osada) – wieś w Polsce położona w województwie mazowieckim, w powiecie sokołowskim,  Ma status sołectwa, Jest siedzibą gminy Sterdyń oraz parafii św. Anny. Leży na historycznym Podlasiu. 
Sterdyń dawniej był miastem – uzyskał lokację miejską przed 1737 rokiem, został zdegradowany w 1869 roku.
| SIMC    | Nazwa              | Rodzaj    |
| ------- | ------------------ | --------- |
| 0690826 | Paciejew           | część wsi |
| 0690832 | Sterdyń Poduchowna | część wsi |
| 0690849 | Szmulowizna        | część wsi |

## Położenie
Sterdyń położona jest na północ 20 km od Sokołowa Podlaskiego, przez miejscowość przebiega droga krajowa nr 63 Węgorzewo – Sławatycze. Obok miejscowości przepływa rzeczka Buczynka, dopływ Bugu.

## Historia

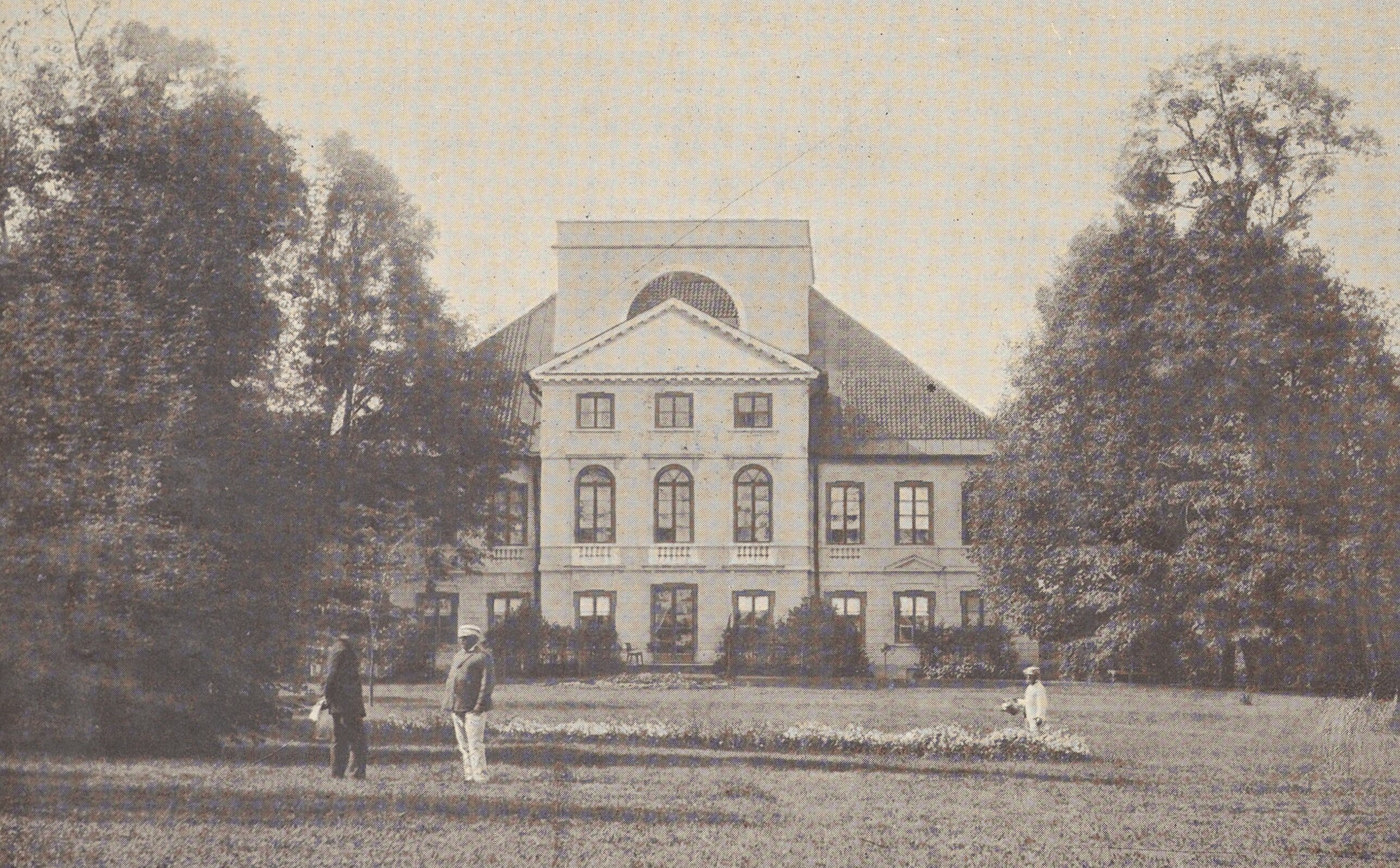
Pałac przed 1911

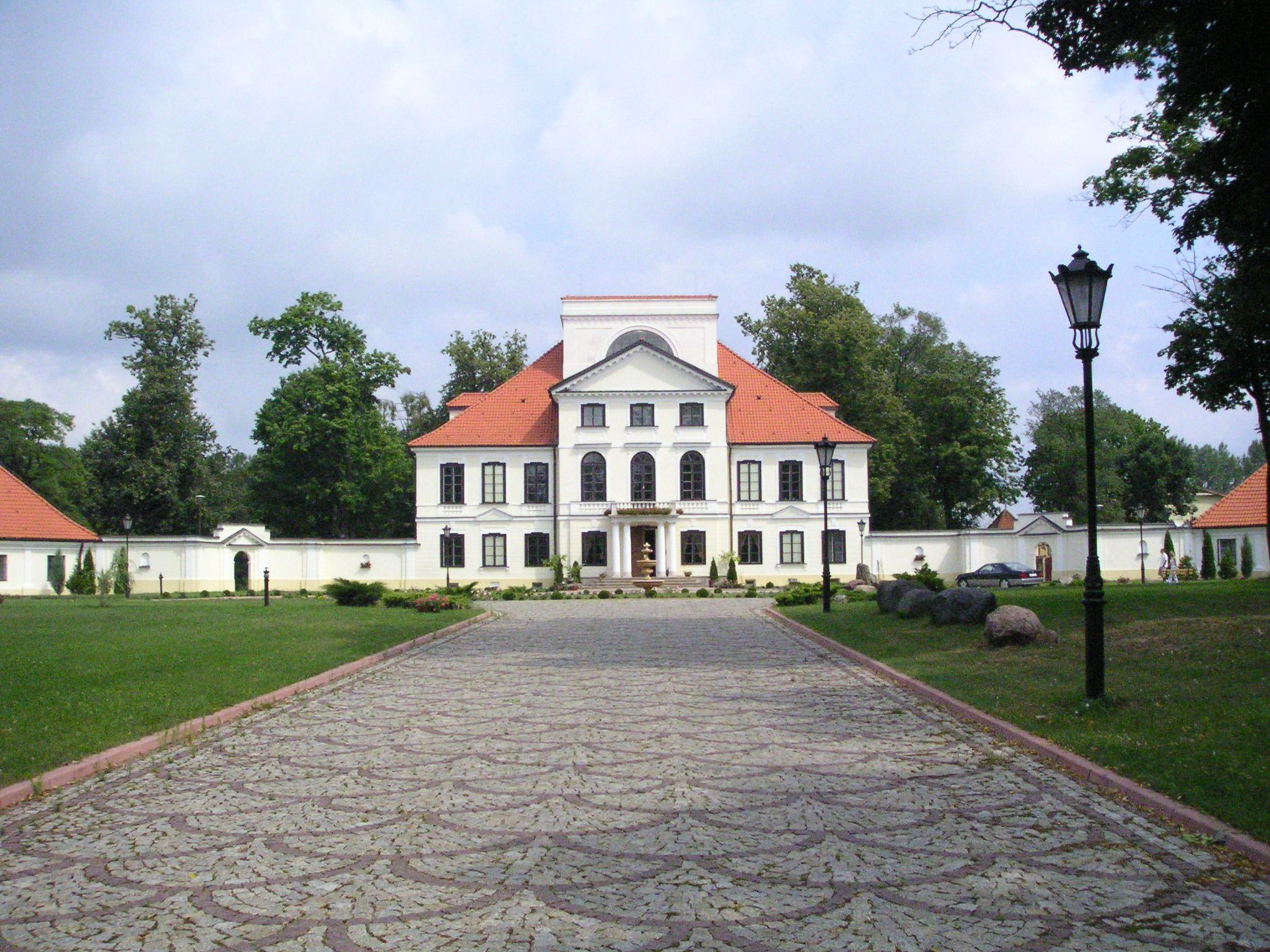
Pałac współcześnie

Pierwsza pisana wzmianka o Sterdyni pochodzi z 1425 roku (Z. Rostkowski). Miejscowość została wymieniona w 1446 r. w spisie parafii ziemi łuckiej. 
Pierwszym odnotowanym w źródłach właścicielem Sterdyni był Piotr Kiszka herbu Dąbrowa. Około 1472 roku wybudowano drewniany kościół pw. Trójcy Przenajświętszej, Nawiedzenia NMP i św. Anny, św. Jana Chrzciciela i Wszystkich Świętych, którego fundatorami byli: Grzymała h. Lubicz ze Sterdyni (1476–1482) i Brykcjusz Chądzyński h. Ciołek z Chądzynia. Dokument fundacyjny kościoła zaginął – prawdopodobnie zniszczony przez Tatarów. Nowy dokument fundacyjny wystawił 5 lipca 1518 roku Piotr Kiszka, potwierdzając wcześniejsze nadania. Erekcji parafii dokonał w 1518 roku biskup łucki, książę Paweł Algimunt Holszański.
Od roku 1622 Sterdyń była własnością Jakuba Iwanowskiego h. Rogala (zm. 16 kwietnia 1630) żonatego z Anną Kiszką (zm. 1626), córką Mikołaja Kiszki (ok. 1565–1620). Następnie ich córka Barbara, wydając się w 1628 za Zbigniewa Ossolińskiego h. Topór (syna Prokopa i Katarzyny Biereckiej), wniosła dobra sterdyńskie, jako wiano, do rodu Ossolińskich. Po śmierci Zbigniewa (w roku 1628) dziedzicem Sterdyni został jego syn Jerzy, chorąży nurski, elektor z województwa podlaskiego, który 14 lutego 1673 roku poślubił Mariannę Broemer. Po śmierci Jerzego w roku 1687 majątek sterdyński popadł w długi, z powodu których synowie Jerzego Zbigniew (kanonik laterański w Czerwińsku i proboszcz w Zuzeli) i Jan-Józef (również duchowny) w roku 1709 sprzedali jednocześnie swe prawa spadkowe swemu stryjecznemu bratu Stefanowi Ossolińskiemu i Wiktorynowi Kuczyńskiemu. Po wieloletnim procesie sądowym, 24 czerwca 1729 roku Wiktoryn Kuczyński sprzedał Sterdyń Janowi Stanisławowi Ossolińskiemu (1689–1770), stryjecznemu bratu Zbigniewa (proboszczowi Zuzeli).
W 1737 r. król August III Sas nadaje wsi prawa miejskie, które traci w 1869 za czynny udział mieszkańców w powstaniu styczniowym. Miasto prywatne położone było w ziemi drohickiej województwa podlaskiego. Po Janie Stanisławie dobra sterdyńskie dziedziczy jeden z jego synów – Antoni Ossoliński (starosta sulejowski, poseł i elektor w 1764 roku z ziemi drohickiej). Antoni rozpoczął w roku 1778 budowę kościoła parafialnego w stylu późnobarokowym i przystąpił do przebudowy sterdyńskiego pałacu, istniejącego już przed 1770. Budowę kościoła zakończył w roku 1783 Stanisław z Tęczyna hr. Ossoliński (poseł na Sejm Czteroletni z powiatu mielnickiego) – syn Antoniego. Konsekracji dokonał w dniu 2 czerwca 1811 roku ks. Wojciech Leszczyc Skarszewski, biskup lubelski. Stanisław zakończył też przebudowę pałacu według projektu znanego architekta Jakuba Kubickiego. Stanisław Ossoliński żeni się z Józefą Morstin z Raciborska k. Krakowa, z którą miał córkę Emilię urodzoną w 1790 roku w Sterdyni, a zmarłą w 1869 roku w Krakowie. Emilia zaślubiła w 27 września 1809 roku swego bliskiego krewnego, wnuka stryjecznego dziada Aleksandra, Józefa Wawrzyńca Krasińskiego z Radziejowic herbu Ślepowron (1783–1845 lub 1847), syna Anny Ossolińskiej i Kazimierza Krasińskiego.
W roku 1822 Emilia i Józef Krasińscy z powodu nieuregulowanych wobec siebie zobowiązań finansowych doprowadzają w roku 1829 do publicznej licytacji dóbr sterdyńskich, w wyniku której kupują je Jan i Anna z Kleckich Łubieńscy i pozostają w ich rękach do roku 1839. W tymże 1839 roku Józef Wawrzyniec Krasiński odkupuje Sterdyń od Jana i Anny Łubieńskich. Emilia i Józef Wawrzyniec mają pięcioro dzieci: Mariannę, Stanisława, Karola Joachima, Paulinę i Adama Henryka. Na mocy działów przeprowadzonych między dziećmi dziedziczką Sterdyni zostaje Paulina (1816–1893), która w roku 1844 wydaje się za Ludwika Górskiego h. Boża Wola (1818–1908). Ludwik Górski doprowadził dobra sterdyńskie do rozkwitu. Między innymi urządził na nowo, w stylu angielskim, przypałacowy park. Ludwik i Paulina nie pozostawili potomstwa. Paulina przepisuje Sterdyń Kazimierzowi Krasińskiemu (1850–1930 – synowi jej brata Adama – Henryka). Kazimierz obejmuje dobra po śmierci Ludwika Górskiego w 1908 roku, które pozostają w rękach rodziny Krasińskich do reformy rolnej.
W kwietniu 1856 r. w Sterdyni przebywał Oskar Kolberg.
Podczas okupacji hitlerowskiej, 10 czerwca 1940 roku Niemcy utworzyli getto dla żydowskich mieszkańców. Przebywało w nim około 1200 Żydów. 22 września 1942 zostali wywiezieni do obozu zagłady Treblinka II i tam zamordowani.

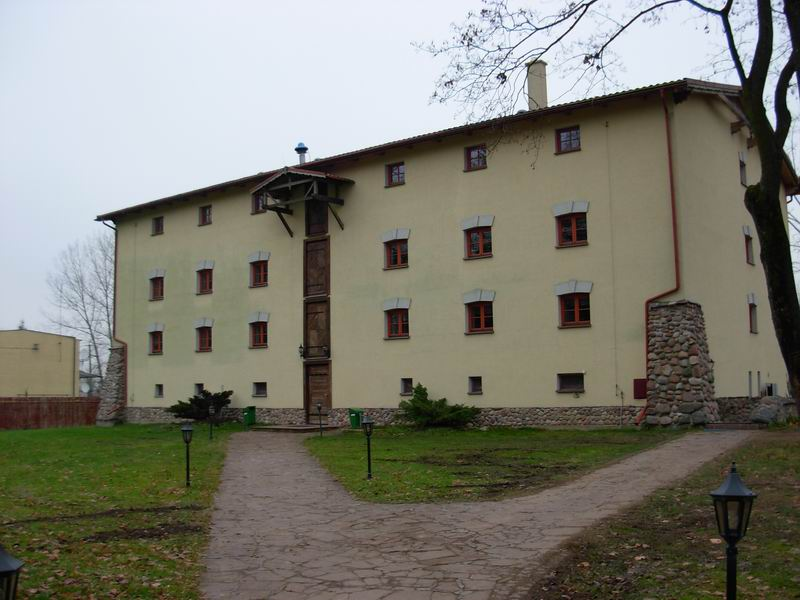
Spichlerz przy pałacu Ossolińskich

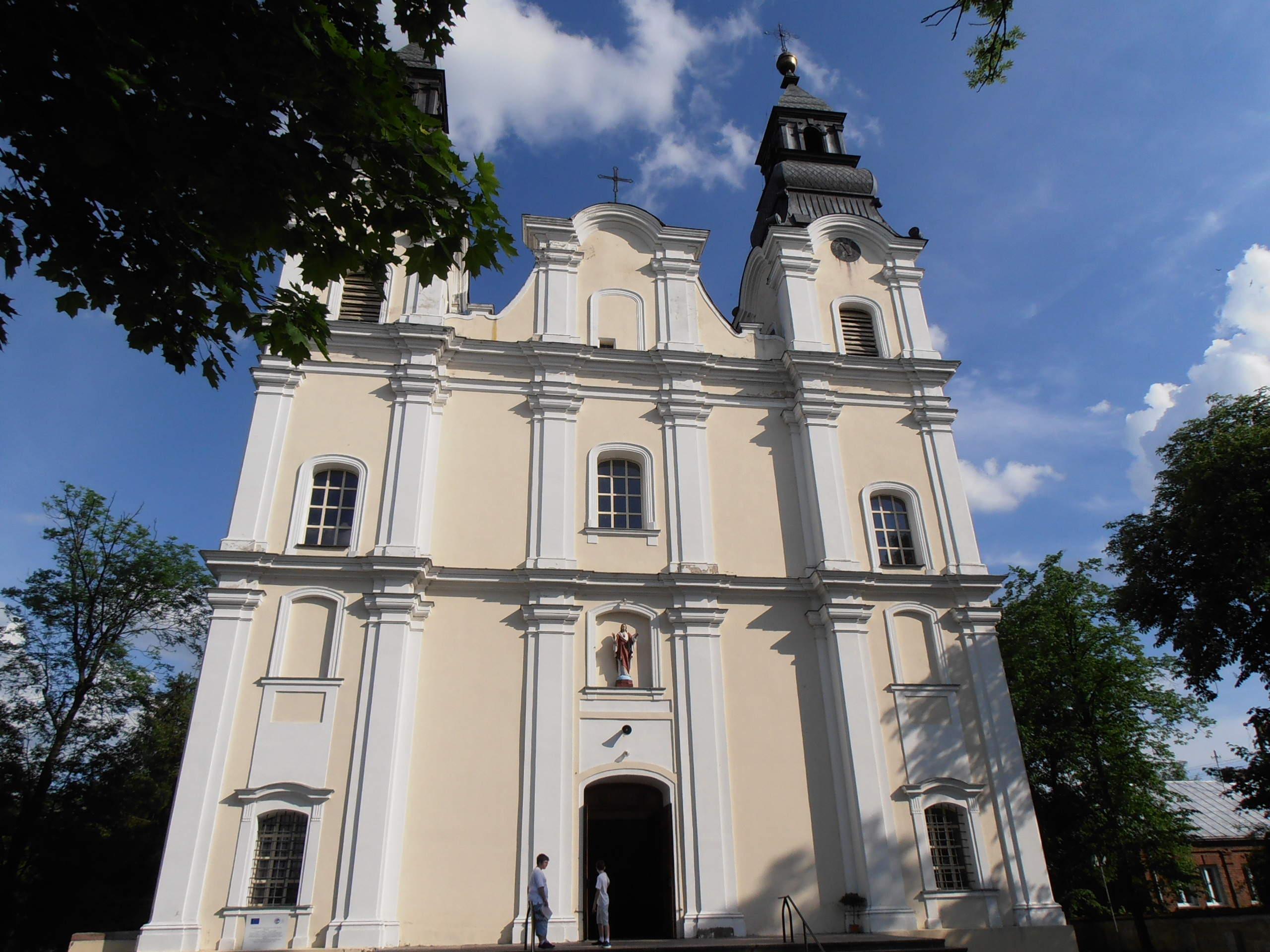
Kościół św. Anny

28 grudnia 1946 roku na miejscowym rynku miała miejsce sesja wyjazdowa Wojskowego Sądu Rejonowego w Warszawie, który skazał sołtysa Józefa Myszkę za pomoc żołnierzom podziemia niepodległościowego na karę śmierci przez rozstrzelanie. Wyrok wykonano natychmiast serią z pepesz.

## Zabytki
W Sterdyni znajduje się kościół parafialny pod wezwaniem św. Anny wzniesiony w latach 1779–1783 w stylu późnego baroku. Kościół został odrestaurowany, gdy proboszczem w Sterdyni był ks. Jan Terlecki, kanonik gremialny drohiczyńskiej kapituły katedralnej (proboszcz w Sterdyni od 20 sierpnia 2003 do 17 sierpnia 2011 roku). Na wzniesieniu znajduje się dawny okazały zespół pałacowo-parkowy złożony z pałacu oraz dwóch oficyn połączonych z korpusem głównymi odcinkami muru z bramkami. Jest to rezydencja barokowa z XVI–XVII w. rozbudowana i przekształcona w początkach XIX wieku według projektu Jakuba Kubickiego dla Stanisława Ossolińskiego. Na wprost głównej bramy wjazdowej do pałacu stoi zabytkowa kapliczka z końca XVIII wieku z rzeźbą św. Floriana. Przy wjeździe do Sterdyni od strony Sokołowa Podlaskiego stoi rzeźba Matki Boskiej Niepokalanie Poczętej wykonana w 1856 roku.

## Urodzeni w Sterdyni
- Marian Dehnel – polski lekarz, żołnierz Legionów Polskich, poseł na Sejm
- Paweł Dehnel – polski działacz socjalistyczny i niepodległościowy
- Arkadiusz Wasilewski – żołnierz Armii Krajowej i podziemia antykomunistycznego